# Thomas Emmerling
Thomas Martin Emmerling (* 3. Juni 1963 in Nürnberg) ist ein deutscher Geschäftsmann, Kunstsammler und Händler. Der gelernte Speditionskaufmann gründete 1993 mit einer Partnerin eine Logistik-Firma in Dortmund, die 1994 insolvent und 1997 aufgelöst wurde. Ab Ende der 1990er Jahre war er in Nürnberg als Führungskräftetrainer und Unternehmensberater tätig, engagierte führend sich bei den Wirtschaftsjunioren und ab Mitte der 2000er Jahre begann er, sein Betätigungsfeld zunehmend nach Osteuropa zu verlagern. Zuerst trat er mit der Nürnberger Briefkastenfirma interSME – Gesellschaft für Außenwirtschaftsberatung mbH in Erscheinung, die als Unternehmensberatung zur Erschließung ausländischer Märkte eigenen Angaben zufolge fünf Zweigstellen in Ungarn, der Türkei und Rumänien unterhielt. 2009 wurde der Antrag der Firma auf Eröffnung des Insolvenzverfahren abgewiesen „da keine die Kosten deckende Masse vorhanden und ein zur Kostendeckung ausreichender Geldbetrag nicht vorgeschossen worden ist“. In 2011 gab er in der rumänischen Presse ein Interview, demzufolge er seit fünf Jahren in Cluj Napoca angesiedelt sei, für die bayerische Brauerei Veldensteiner in dortigen Restaurants und Kneipen Bier vertreibe und plane, dort ein deutsches Restaurant zu eröffnen.

## Kunst und gesellschaftliches Engagement
In seiner Sammlung konzentriert er sich auf Malerei, Grafik, Skulptur, Foto- und Videokunst mit einem Schwerpunkt auf Werken von Künstlern aus Mitteleuropa und dem Donauraum (Deutschland, Österreich, Tschechien, Slowakei, Ungarn, Kroatien, Serbien, Bulgarien und Rumänien). Alle Positionen in seiner Sammlung folgen einer lyrischen abstrakten und narrativen Linie. Vertreten sind vor allem politische und soziale Themen.
Daneben konzentriert er sich in seiner grafischen Sammlung auf klassisch-moderne Positionen wie Pablo Picasso, Joan Miró und Henri Matisse und alle, die diese beeinflusst haben wie Rembrandt und Albrecht Dürer.
In 2001 war Thomas Emmerling Landesvorsitzender der Wirtschaftsjunioren Bayern und Mitglied im Arbeitskreis „Aktive Bürgergesellschaft“ des Bayerischen Landtags. In 2003, war er Bundesvorsitzender der Wirtschaftsjunioren Deutschland und National Präsident von Junior Chamber International (JCI). Er ist heute noch im Senat von JCI.
Seit 2013 beschäftigt sich Thomas Emmerling jedoch ausschließlich mit seiner bislang unkatalogisierten Kunstsammlung und der Förderung junger und aufstrebender Künstler. Ab Mitte der 2010er Jahre bis zu ihrem tragischen Tod im Mai 2023 trat er zumeist gemeinsam mit der promovierten rumänischen Künstlerin Oana Ionel auf, die zahlreiche seiner Ausstellungen kuratierte.
Er kuratierte die Ausstellung „Impreuna – gemeinsam“ mit sieben rumänischen und deutschen zeitgenössischen Künstlerinnen am Flughafen Sibiu, Rumänien, 2018. Außerdem kuratierte er die Ausstellung „Ewigkeit der Moderne – vier Generationen der Künstlerfamilie Mattis-Teutsch“ im Kunstmuseum Timisoara, Rumänien 2018/2019.
Seit 2017 betreibt er das Kunsthaus 7B im rumänischen Michelsberg, das sich in einem von der evangelischen Gemeinde angemieteten ehemaligen Schulgebäude befindet und nicht beheiz- und klimatisierbar ist.

## Kritik und Vorwürfe
2017 stellte er in Plauen Teile seiner Picasso-Sammlung aus. Nach Kritik, er würde nur nicht nummerierte und signierte Kunstdrucke des Künstlers zeigen, räumte dies ein. Eine kunstschaffende Person beschwerte sich im Internet über Emmerling, insbesondere weil bei einer Ausstellung auf mysteriöse Weise ein Kunstwerk verschwunden sein soll und insgesamt seine Seriosität in Frage gestellt wurde.

## Publikationen (Auswahl)
- „Rembrandt – Apogeul Artei Gravurii“, Muzeul Etnografic al Transilvaniei, Editura Mega, Cluj-Napoca 2014
- „Rembrandt – The Apogee of Engraving Art“, Muzeul de Arta, Timisoara 2014
- „Rembrandt“, Muzeelor Literaturii Romane Iasi, Editura Muzeelor Literare, Iasi 2014
- „Picasso the printmaker“, im Katalog zur Ausstellung „Pablo Picasso – wizerunek wielokrotny“ Museum der Stadt Lublin, Zamek Lublin, Polen, 2017
- „Ewigkeit der Moderne – vier Generationen der Künstlerfamilie Mattis-Teutsch“, Katalog zur Ausstellung im Kunstmuseum Timisoara, 2018tsch iul.ro